# Najerilla

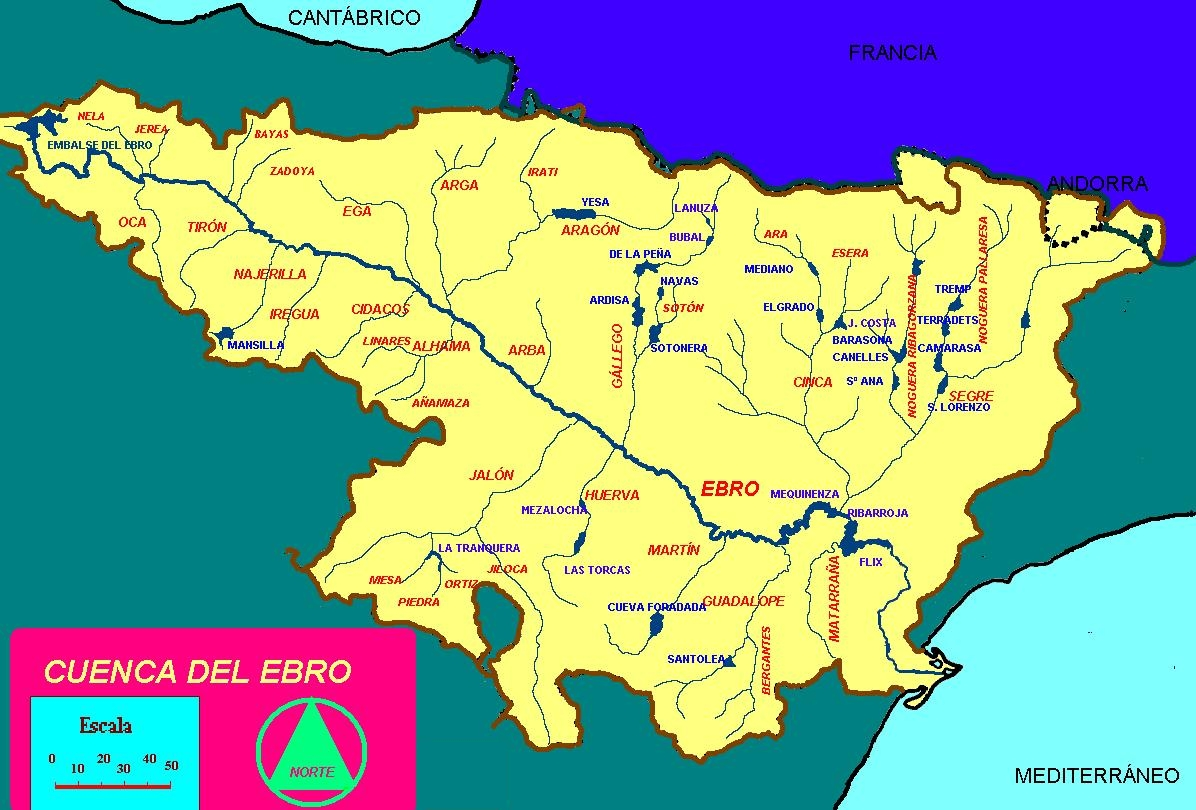
Einzugsgebiet (cuenca) des Ebro

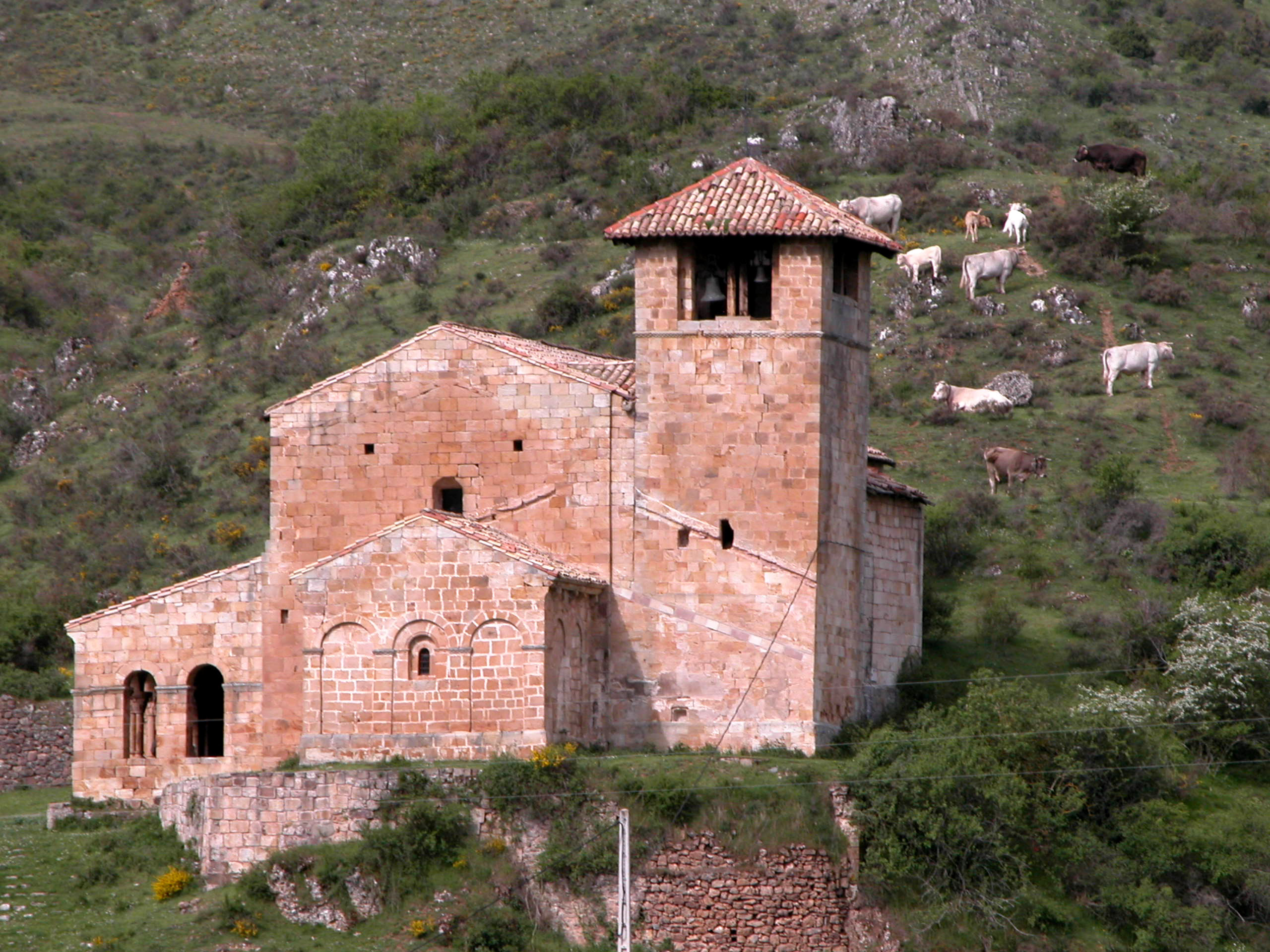
Canales de la Sierra – Ermita San Cristóbal

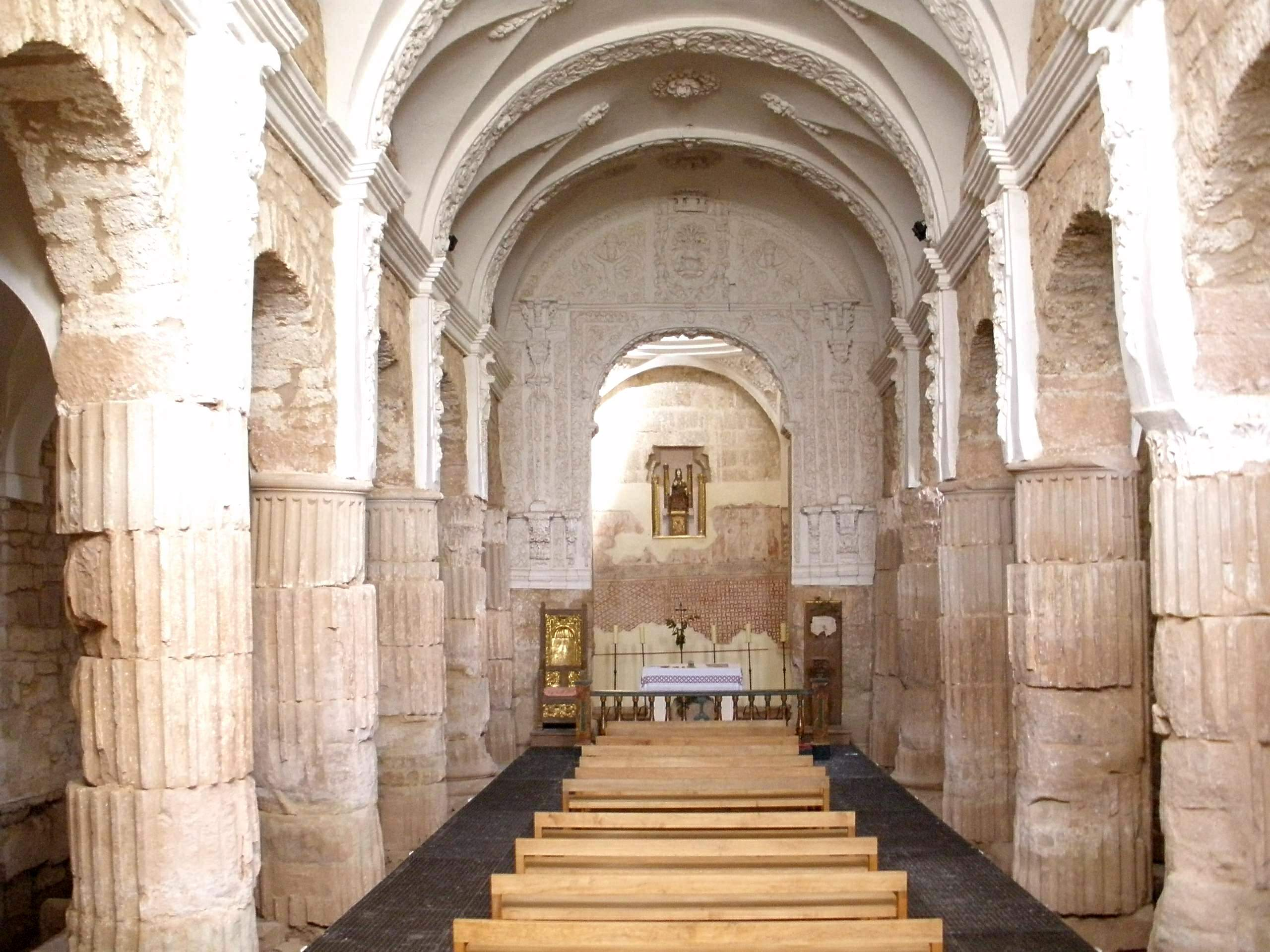
Tricio – Basilika Santa Maria de los Arcos

Der Río Najerilla ist ein ca. 100 km langer Nebenfluss des Ebro, Spaniens wasserreichstem Fluss; er entspringt im äußersten Osten der Provinz Burgos etwa 3 km nördlich des bereits in der Provinz Rioja gelegenen Ortes Canales de la Sierra und fließt zuerst in östlicher, dann weiter in nördlicher Richtung durch die Region La Rioja.
Manchmal wird der Río Neila als Quellfluss des Río Najerilla angesehen, der nach seiner Einmündung lediglich seinen Namen ändert.

## Nebenflüsse
| links - Río Calamantio - Río Gatón - Río Cambrones - Río Tobía - Río Cárdenas - Río Tuerto | rechts - Río Neila - Río Portilla - Río Brieva - Río Ventrosa / Río Urbión - Río Yalde |

## Orte am Fluss
- Canales de la Sierra
- Villavelayo
- Anguiano
- Bobadilla
- Nájera

## Stauseen
- Embalse de Mansilla

## Wirtschaft

### Tourismus
Der Oberlauf des Río Najerilla ist ein beliebtes Angelrevier (Forellen, Brassen) und eignet sich überdies für Wanderungen und Kanutouren.

### Weinbau
Weite Flächen im Valle Najerilla gehören zum Weinbaugebiet der Rioja Alta. Inmitten der Weinfelder finden sich noch etliche konisch geformte Steinhütten mit Kragkuppeln, die als Wetterschutz dienten, aber – kurz vor der Weinlese – auch zum Zweck der Bewachung der Trauben vor Diebstahl durch Vögel und Menschen aufgesucht wurden.

## Sehenswürdigkeiten
Der Ort Canales de la Sierra ist wegen seiner kulturhistorisch bedeutsamen Bauten und seines Ortsbildes als Conjunto histórico-artístico eingestuft worden. Die Orte Anguiano und Bobadilla haben ebenfalls Bauten von kulturellem Interesse. Nájera war im 10. und 11. Jahrhundert zeitweise die Hauptstadt des Königreichs Navarra und verfügt somit über mehrere kulturelle Sehenswürdigkeiten – allen voran das ehemalige Kloster Santa María la Real mit seinen Königs- und Prinzengräbern. Nur 2 km südöstlich von Nájera liegt der Ort Tricio mit einer der ältesten und ungewöhnlichsten Kirchenbauten Spaniens.